# NGC 7170
NGC 7170 este o galaxie situată în constelația Vărsătorul. A fost descoperită în 1886 de către Francis Leavenworth. Se află la o distanță de 101,39 megaparseci de Pământ.